# Comuna Malîi Bakai, Reșetîlivka
Malîi Bakai (în ucraineană Малий Бакай) este o comună în raionul Reșetîlivka, regiunea Poltava, Ucraina, formată din satele Bakai, Hrîșkî, Malîi Bakai (reședința) și Muștî.

## Demografie
Componența lingvistică a comunei Malîi Bakai
     Ucraineană (94,56%)
     Rusă (5,22%)
     Alte limbi (0,23%)
Conform recensământului din 2001, majoritatea populației comunei Malîi Bakai era vorbitoare de ucraineană (94,56%), existând în minoritate și vorbitori de rusă (5,22%).